# Les Loges-en-Josas
Les Loges-en-Josas är en kommun i departementet Yvelines i regionen Île-de-France i norra Frankrike. Kommunen ligger i kantonen Versailles-Sud som tillhör arrondissementet Versailles. År 2022 hade Les Loges-en-Josas 1 655 invånare.

## Befolkningsutveckling
Antalet invånare i kommunen Les Loges-en-Josas
| Referens: INSEE |